# Aspermont
Aspermont es un pueblo ubicado en el condado de Stonewall en el estado estadounidense de Texas. En el Censo de 2010 tenía una población de 919 habitantes y una densidad poblacional de 171,25 personas por km².

## Geografía
Aspermont se encuentra ubicado en las coordenadas 33°8′27″N 100°13′29″O / 33.14083, -100.22472. Según la Oficina del Censo de los Estados Unidos, Aspermont tiene una superficie total de 5.37 km², de la cual 5.32 km² corresponden a tierra firme y (0.87%) 0.05 km² es agua.

## Demografía
Según el censo de 2010, había 919 personas residiendo en Aspermont. La densidad de población era de 171,25 hab./km². De los 919 habitantes, Aspermont estaba compuesto por el 86.07% blancos, el 3.16% eran afroamericanos, el 0.54% eran amerindios, el 0.54% eran asiáticos, el 0% eran isleños del Pacífico, el 7.73% eran de otras razas y el 1.96% pertenecían a dos o más razas. Del total de la población el 17.3% eran hispanos o latinos de cualquier raza.